# 디스코그스

디스코그스(Discogs)는 웹사이트로서 크라우드소싱을 사용한 상업, 홍보, 부틀렉, 불허가 녹음물에 대한 데이터베이스다. 이름은 디스코그래피(discographies)의 약자. 도메인명 discogs.com으로 관리되는 디스코그스 서버는, 징크 미디어 주식회사가 소유하며 위치한 곳은 미국 오리건주 포틀랜드다. 온 장르와 온 형식의 발매품들을 정리해 놓은 이 사이트에서, 가장 잘 알려진 기능은 온라인상에서 일렉트로닉 음악 발매품과 축음기 음반 발매품들에 대한 가장 방대한 데이터베이스다. 사이트는 현재 9백만 발매품, 5백만 아티스트, 1백만 음반사를 수록하고 있으며, 400,000개에 육박하는 계정들에 의해 기여되고 있다.

## 역사
도메인명 discogs.com가 2000년 8월 30일에 등록된 후, 2000년 11월에 프로그래머, 디제이, 음악애호가 케빈 레반도프스키(Kevin Lewandowski)가 발기하였다. 원래는 일렉트로닉 음악 데이터베이스를 지향했다. 그는, 성공한 커뮤니티 기반 웹사이트, 예컨대 슬래시도트, 이베이, 오픈 디렉토리 프로젝트에서 착상을 얻어, 이를 본으로써 음악 디스코그래피 데이터베이스에 적용하기로 결심했다.
사이트의 목표는 일렉트로닉 음악에 대한 가장 포괄적인 데이터베이스의 구축으로서, 그 장르의 아티스트, 음반사, 구입 가능한 발매품들로 구성할 계획이었다. 2003년 디스코그스 시스템이 완연히 재작성되었고, 2004년 1월 힙합을 위시로 딴 장르의 지원을 시작했다. 그때부로 2005년 1월에는 록과 재즈 따위가, 10월에는 펑크, 솔, 라틴, 레게가 지원 대상에 추가되었다. 2006년 1월 블루스, 비음악(희극 음반, 현지 음반, 인터뷰 등등)이 거기 추가되었다. 클래식 음악은 2007년 6월부터 지원되었으며, 2007년 10월 "마지막 장르의 지원을 시작했다(final genres were turned on)". 극음악 및 영화 음악(Stage & Screen), 취주악 및 군악(Brass & Military), 동요(Children's), 민요, 세계음악 및 컨트리 음악(Folk, World, & Country)을 지원 대상에 추가하여, 실상 발매된 모든 단일유형의 녹음이 포괄되도록 했다.
2004년 6월 30일 디스코그스는 상황 보고를 했는데, 여기서 발표된 정보에 따르면 디스코그스에는 15,788명의 기여자가 있으며, 260,789개의 발매품이 등록되어 있다.
2007년 7월 20일, 마켓 프라이스 히스토리(Market Price History)라고 하는 새 시스템이 사이트를 통해 선뵈어졌다. 이 기능은 어떤 음반에 대한 최대 12개월까지의 과거 판매액에 접근할 수 있는 기능으로서, 돈을 내고 구독한 사용자만 이용 가능했지만, 처음 60일은 무료였다. 그때 당시에는 고위 구독자(advanced subscriptions)라고 하여 미화 12달러를 내고 더 많은 기능을 누릴 수 있던 제도가 있었지만, 공히 구독자에게 공개되어야 한다고 해서 폐지되었다. 이 기능은 2008년부터 모든 이용자들에게 무료로 공개되었다. 현재도 구매 내역은 모든 제품에 지원되지 않는다.

## 지표
디스코그스는 릴리스, 레이블, 아티스트의 수를 지표로 데이터베이스 안에서 기여자 수와 함께 제공하고 있다.
| 날짜             | 마스터 릴리스 | 릴리스     | 아티스트   | 레이블     | 기여자     |
| ---------------- | ------------- | ---------- | ---------- | ---------- | ---------- |
| 2004년 6월 30일  | 없음 *        | 260,789    | 알 수 없음 | 알 수 없음 | 15,788     |
| 2006년           | 없음 *        | 500,000+   | 알 수 없음 | 알 수 없음 | 알 수 없음 |
| 2010년 7월 25일  | 알 수 없음    | 2,006,878  | 1,603,161  | 169,923    | 알 수 없음 |
| 2014년 3월 4일   | 알 수 없음    | 4,698,683  | 3,243,448  | 576,324    | 185,283    |
| 2014년 6월 11일  | 알 수 없음    | 4,956,221  | 3,375,268  | 612,264    | 194,432    |
| 2014년 12월 26일 | 알 수 없음    | 5,505,617  | 3,638,804  | 680,131    | 215,337    |
| 2015년 5월 30일  | 알 수 없음    | 6,001,424  | 3,874,147  | 743,267    | 237,967    |
| 2016년 3월 31일  | 1,001,012     | 7,005,177  | 4,455,198  | 892,271    | 281,579    |
| 2017년 1월 19일  | 1,120,336     | 8,049,341  | 4,854,378  | 1,014,930  | 329,366    |
| 2017년 10월 25일 | 1,254,825     | 9,083,017  | 5,182,134  | 1,091,609  | 379,527    |
| 2018년 6월 28일  | 1,377,906     | 10,000,000 | 5,284,282  | 1,143,442  | 418,140    |
| 2019년 3월 28일  | 1,514,106     | 11,001,697 | 5,410,939  | 1,198,273  | 456,949    |
| 2019년 10월 7일  | 1,614,729     | 11,666,550 | 6,091,280  | 1,343,778  | 알 수 없음 |

* 비고: 마스터 릴리스 기능은 2009년 4월 30일부터 이용이 가능해졌다.